# Moon Hyun-ah
Moon Hyun-ah (en hangul, 문현아; en hanja, 文懸雅; romanización revisada, Mun Hyeon-a; McCune-Reischauer, Mun Hyŏn-a; Yeosu, 19 de enero de 1987), conocida musicalmente como Hyuna (en hangul, 현아), es una cantante surcoreana. Debutó como integrante de Nine Muses en 2010, pero dejó el grupo en 2016  tras la expiración de su contrato con la discográfica Star Empire Entertainment.

## Primeros años
Hyuna nació el 19 de enero de 1987 en Yeosu, Corea del Sur. Estudió en la Universidad de Neunggok y Haeng Shin High School. Hyuna comenzó a modelar durante la secundaria.

## Carrera
Hyuna se unió a Nine Muses en 2010 durante las promociones del sencillo «Ladies» para sustituir a Jaekyung, que dejó el grupo para seguir carrera de modelo. En diciembre de 2014, Hyuna lanzó su propio libro, llamado I Love You Everyday, acerca de su propia vida a través del punto de vista de sus gatos: Moya y Hoya. El lanzamiento del libro fue acompañado por la banda sonora, «I Like My Way Back Home», también escrita por Hyuna. Ella realizó varios fansigns para promover su libro. Hyuna protagonizó el videoclip «Let's Make Love» del grupo musical Sweet Sorrow, que fue oficialmente lanzado en agosto de 2015. El 4 de octubre de 2016, Star Empire anunció oficialmente la salida de Hyuna de Nine Muses. Ella escribió una carta confirmando su salida y agradeciendo a los fanes por el apoyo. Después de su salida, Hyuna abrió su propia empresa llamada Moongom House, donde lanzó la canción «Memory Lane», escrita por ella, publicada en varios sitios digitales, incluyendo Spotify. En diciembre de 2016, ella lanzó su segundo libro, Sweet Remedy, sobre su experiencia de Au Pair en Hawái.  También lanzó la canción «Remedy» como banda sonora del libro, junto al lado B «The Lowkies» en dos versiones: Sunset y 2AM. Así como su libro anterior, varios fansigns fueron realizados para el libro.
En marzo de 2017, Hyuna debutó como solista al lanzar el sencillo «Cricket Song». El primer regreso de Hyuna fue el 18 de julio, con el sencillo «Remedy Take 2». Su segundo comeback del año fue el 11 de agosto con «Doong Doong», con la participación de Erine, también exintegrante de Nine Muses.

## Discografía

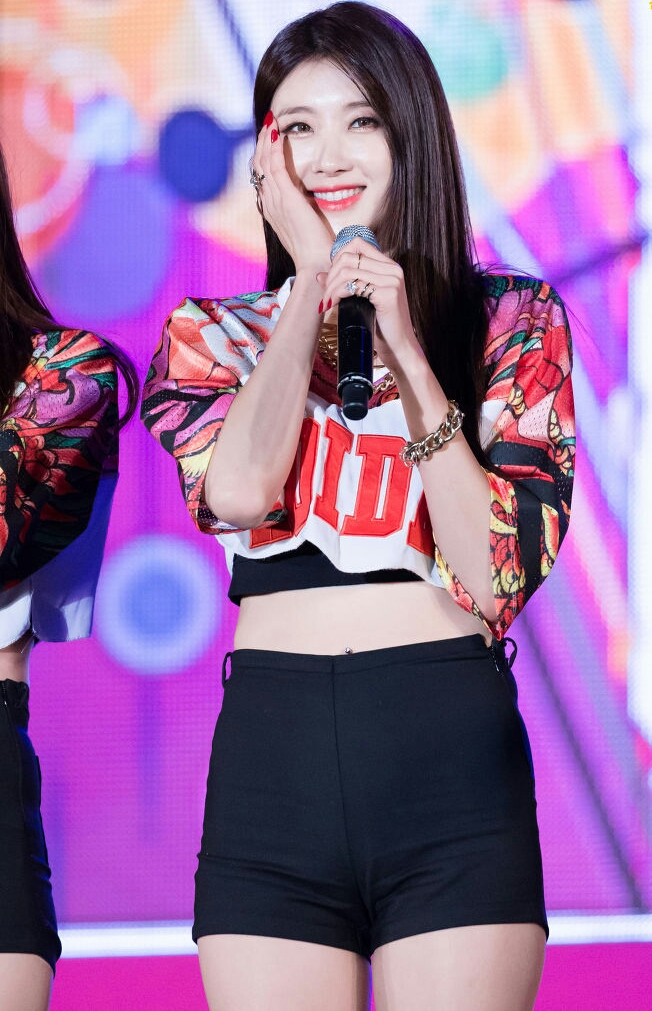
Hyuna presentándose en Seorae Village Montmarte Park Hanbul Music Festival, el 19 de septiembre de 2015.

### Sencillos
| Título                 | Año  | Mejor posición | Álbum |
| Título                 | Año  | COR            | Álbum |
| ---------------------- | ---- | -------------- | ----- |
| «Memory Lane»          | 2016 | —              | –     |
| «Cricket Song»         | 2017 | —              | –     |
| «Remedy Take 2»        | 2017 | —              | –     |
| «Dong Dong» (con Erin) | 2017 | —              | –     |

## Filmografía
| Año  | Título            | Artista      | Notas |
| ---- | ----------------- | ------------ | ----- |
| 2015 | «Let's Make Love» | Sweet Sorrow |       |